# Парцелляция (экономика)
Парцелляция — разбиение земельного участка на более мелкие участки (парцеллы). Делается для упрощения и разделения какой-либо территории на более мелкие кусочки, чтобы в дальнейшем было удобнее работать с этими кусочками: обрабатывать землю, содержать скот. Также парцелляция используется как широкий термин в экономике, она экономит некоторые материалы и бережёт землю.
Термин обычно применяется при разделе земли между родственниками.